# Kloster Grünhain
Das Kloster Grünhain war eine Zisterzienserabtei in Grünhain im sächsischen Erzgebirge, die von 1230 bis 1536 bestand und heute nur noch in Ruinen erhalten ist.

## Gründung
Meinher II., Graf von Hartenstein und Burggraf von Meißen aus dem Geschlecht der Meinheringer, betraute im Jahr 1226 eine Gruppe Zisterziensermönche aus dem Kloster Sittichenbach damit, in eine Gegend zu kommen, die seit einigen Jahrzehnten von mainfränkischen Bauern besiedelt wurde. Sie sollten dabei helfen, das kaum erschlossene Waldgebiet zu kultivieren. Nahe der jungen Gemeinde Grünhain fanden die Mönche eine geeignete Stelle und begannen den Bau der Klosteranlage, den sie nach einigen Jahren 1230 abschlossen. Es dauerte ein weiteres halbes Jahrzehnt, bis am 20. September 1235 der dauernde Konvent aus dem Sittichenbacher Mutterkloster in Grünhain einzog. Am Ostermontag des darauffolgenden Jahres wurde das Kloster vom Naumburger Bischof Engelhard geweiht.

## Anlage
Gebäude und Garten des Klosters wurden von einer hohen, noch heute gut erhaltenen Mauer umschlossen. Im Inneren befand sich eine weitere Mauer, die die Klausuranlage im Ostteil des Klosters, zu der allein die Mönche Zutritt hatten, von den restlichen Gebäuden abgrenzte.

### Klausur mit Klosterkirche
Das Gesamtbild der Klosteranlage war geprägt von der Kirche zur Heiligen Maria und zum Heiligen Nikolaus, die sich auf dem höchsten Punkt der Klausur befand. Die dreischiffige kreuzförmige Basilika mit rechteckigem Sanktuarium hatte einen Umgang und Kapellen. Von dieser etwa 80 Meter langen und über 20 Meter breiten Kirche, an die weitere Gebäude angebaut waren, sind heute nur noch Teile der Grundmauern erhalten, da nach dem Niedergang des Klosters die Mauersteine zum Verbauen freigegeben wurden. Ausgrabungen in den 1930er und 1990er Jahren brachten die verschütteten Grundmauern teilweise zum Vorschein. An der Stelle des Altars wurde ein Holzkreuz errichtet, das den Leitspruch der Benediktinermönche, „Ora et Labora“, trägt.
Anhand der verbliebenen Mauerreste lässt sich das ungefähre Aussehen des Kirchengebäudes rekonstruieren. Der Bau war durch eine Schlichtheit geprägt, die charakteristisch für die frühe Ordensbaukunst war. Der Grundriss entspricht dem bernhardinischen Bauplan und wie alle Zisterzienserkirchen war das Grünhainer Gotteshaus auf einer Ost-West-Achse ausgerichtet. Kreuzrippenteile, die bei Ausgrabungen in den 1930er und 1990er Jahren gefunden wurden, deuten auf einen hochgotischen Baustil hin.

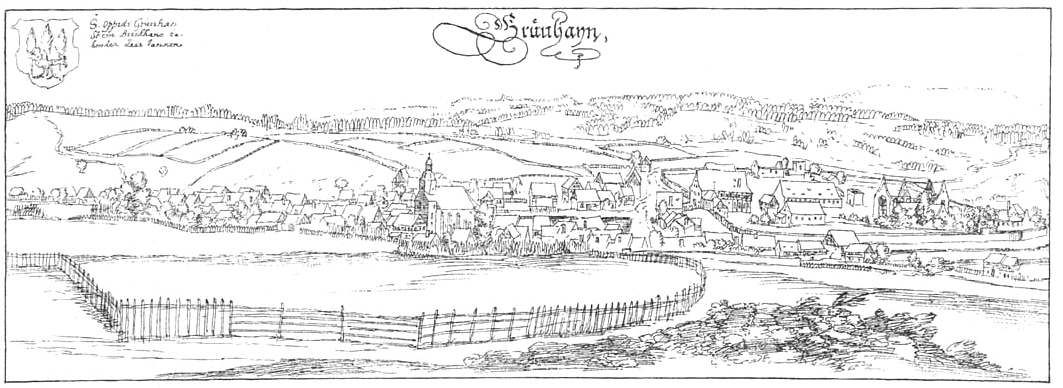
Gesamtansicht von Grünhain mit den Ruinen des Klosters von Wilhelm Dilich, um 1630

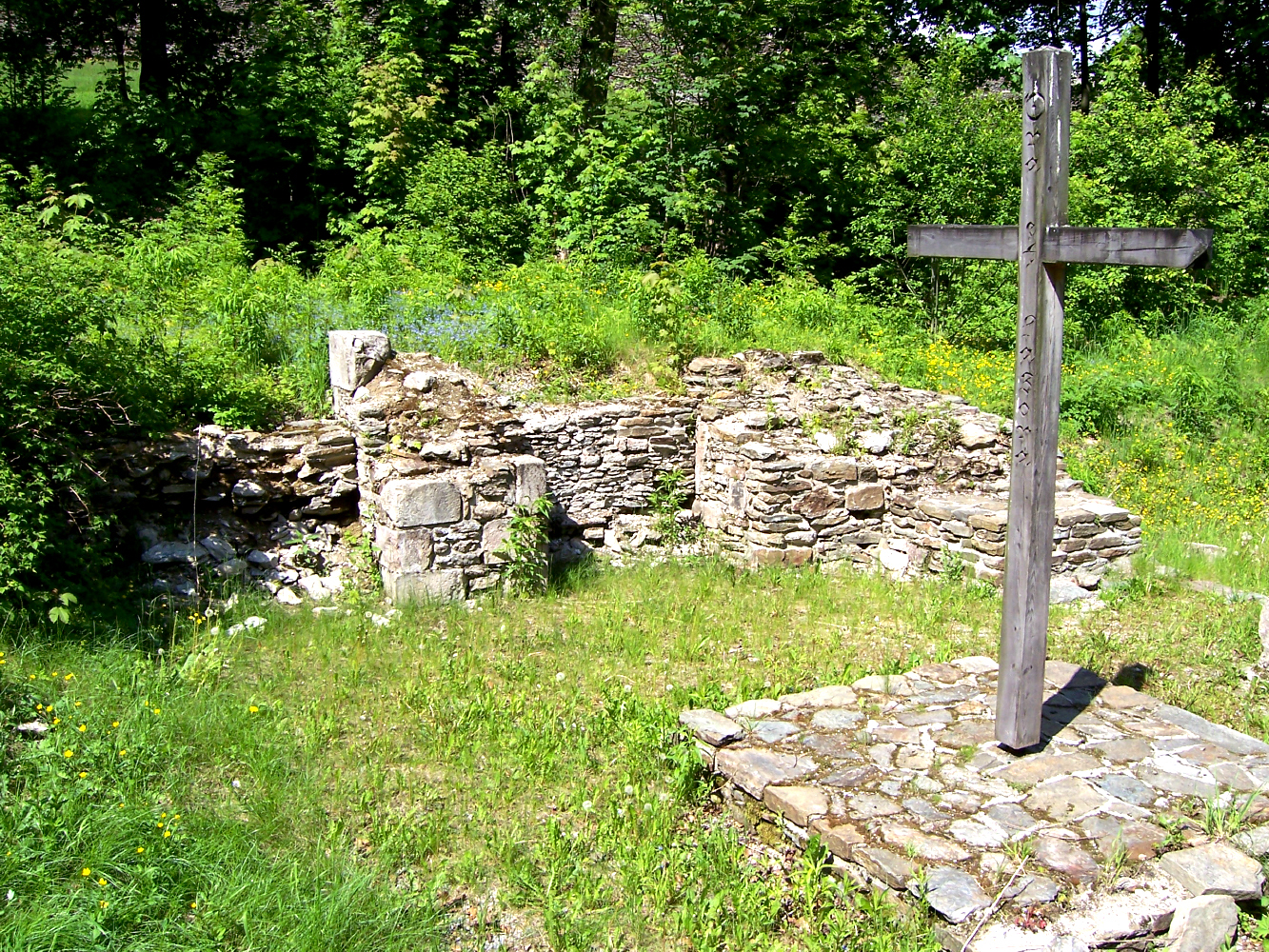
Grundmauern der Klosterkirche: Altar mit Holzkreuz („Ora et Labora“)

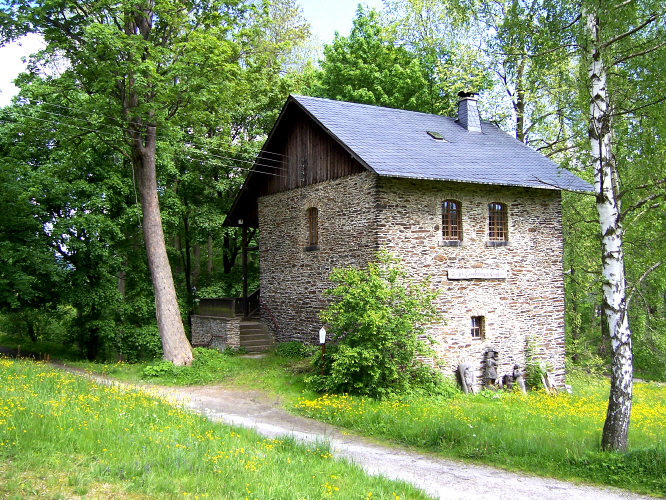
Fuchsturm im Zentrum der Klosteranlage

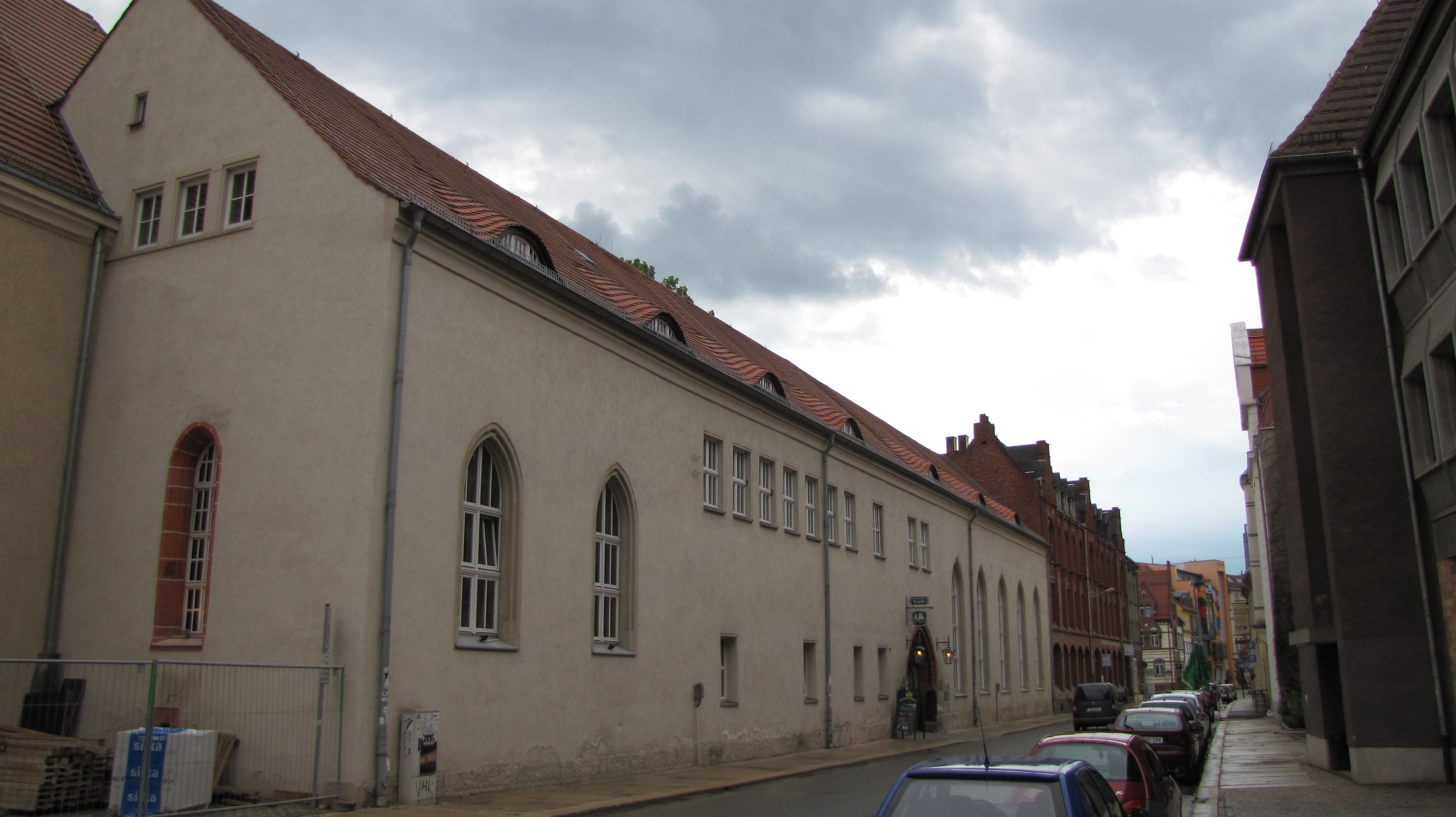
Grünhainer Kapelle in Zwickau

### Die übrigen Klostergebäude
An der westlichen Klostermauer stand das Amtsgebäude, das sich in baulich veränderter Form noch heute am Eingang zum Klostergelände befindet. Betritt man dieses, stößt man nach etwa 50 Metern auf einen weiteren Bau, dessen Grundmauern aus der Klosterzeit stammen. Der heute als Wohnhaus benutzte „Langschuppen“ diente den Mönchen als Lager, vor allem von Getreide. Folgt man dem Weg weiter in Richtung Osten, trifft man wenig später auf einen kleinen Kräutergarten, der an das botanische Schaffen der Mönche erinnern soll. Eine aufgestellte Tafel nennt Namen und Verwendung der hier angebauten Gewürzpflanzen. Bevor man im weiteren Verlauf des Weges das ehemalige Klausurgelände betritt, stößt man auf den „Fuchsturm“, der in der zweiten Hälfte des 13. Jahrhunderts, an der inneren Klostermauer gelegen, als Tor zwischen den beiden Klosterbereichen errichtet wurde. Das obere Turmgeschoss wurde als Gefängnis benutzt und soll in dieser Funktion auch den Prinzenräuber Kunz von Kauffungen „beherbergt“ haben. Auf der Dilichschen Zeichnung ist der Fuchsturm nur als Ruine abgebildet, was die Vermutung nahelegt, dass er nach der Auflösung des Klosters ausgebrannt ist. Das kurfürstliche Amt Grünhain ließ ihn nach dem Dreißigjährigen Krieg wieder aufbauen und so fand er wahrscheinlich während der kurfürstlichen Jagden in der Gegend Verwendung. Heute dient der Turm als Ausstellungsraum und Werkstatt des Grünhainer Schnitz- und Krippenvereins.

## Besitz
Schon während der Bauzeit erhielten die Mönche das Dorf Grünhain als Lehen. Der erste große Besitzzuwachs lässt sich auf das Jahr 1240 datieren. Meinher trat dem Kloster aus seinem Hartensteiner Gebiet zehn Dörfer ab. Zwei Urkunden über den Besitzerwechsel, in denen viele der Orte zum ersten Mal überhaupt urkundlich erwähnt werden, sind erhalten. Eines der beiden Schriftstücke, ein Bestätigungsbrief, zählt die Dörfer wie folgt auf:
| - Beyervelt (Beierfeld) - Sachsinvelt (Sachsenfeld) - Raschaw (Raschau) - Marckquartißpach (Markersbach) - Newnhußen (ging später ein) |  | - Swartzpach (Schwarzbach) - Wernhardißpach (Bernsbach) - Westervelt (ging später ein) - Ditterstorf (Dittersdorf) - Wildennaw (Wildenau) |

Zum Stammgebiet des Klosters gehörten außerdem das wüst liegende Dorf Holzinhain, die Fluren von Kühnhaide, Burgstädtel, Zwönitz und der dazwischen liegende Staatswald.
Durch das kluge Wirtschaften der Mönche wurde das Klostergebiet danach weiter vergrößert. In der Gegend um Zwickau erwarb man die Dörfer Crossen, den heutigen Werdauer Ortsteil Königswalde, Hartmannsdorf bei Werdau, Marienthal, Bockwa, Oberhohndorf, Reinsdorf (anteilig), Zschocken (anteilig), Lauenhain, Gersdorf bei Crimmitschau, Schedewitz und Weißenborn (anteilig). Auch einige Dörfer in der Umgebung von Stollberg gingen in den Besitz des Klosters über: Abtei Oberlungwitz, Seifersdorf, Leukersdorf, Kirchberg, Pfaffenhain und Ursprung.
Später kamen noch der Ort Zwönitz selbst, 1312 die Hälfte von Lenkersdorf, Zschocken, Gablenz, Günsdorf, Grünau bei Wildenfels, Oelsnitz (anteilig), Unterscheibe und der Glaßberg hinzu.
Selbst im Altenburger Land erwarben die Mönche Grundbesitz. Sie kauften Gardschütz, Lehndorf, Niederwiera, Röhrsdorf, Rositz und Hoyersdorf.
Schließlich erwarb man das gesamte Amt Schlettau mit den Orten Cranzahl, Cunersdorf, Sehma, Walthersdorf, Königswalde (Amtsseite) und Bärenstein.
Zehn weitere Klosterdörfer (9 davon sind: Denetitz, Holletitz, Negranitz, Prenzig, Prösteritz, Tschermich, Tuschmitz, Wernsdorf und Wistritz) lagen um die böhmischen Städte Saaz und Kaaden. In seiner Blütezeit gehörten dem Grünhainer Kloster 3 Städte und 56 Dörfer, was seine Stellung als bedeutendstes sächsisches Kloster seiner Zeit unterstreicht.
In der Altstadt von Zwickau besaß die Abtei einen Stadthof, den Grünhainer Hof in der heutigen Peter-Breuer-Straße mit der heute als Restaurant genutzten Grünhainer Kapelle.
Das Kloster Grünhain besaß Weingärten in guter Lage in den Dörfern Maua und Leutra bei Jena, sowie das Patronatsrecht für die Pfarre St. Laurentius in Maua.

### Wirtschaftshof in Zwickau
Das Kloster unterhielt in Zwickau einen Wirtschaftshof. 1522 stürmten Aufständische diesen Wirtschaftshof. Dort saß ein Bauer im Gefängnis ein. Von diesem Ereignis berichtet ein Text, der von Stephan Roth in den Oswald-Lasanschen-Annalen überliefert wurde. Laut diesem Text lud man einem Mönch das Folterholz auf die Schulter.

## Klosterleben
Von Beginn an war ein Abt, der aus der Mitte der Mönche auf Lebenszeit gewählt wurde, der Vorsteher und geistliche Vater der Mönche. Er befasste sich darüber hinaus mit der Repräsentation und der Verwaltung der Abtei und wurde später von einem Prior, teilweise zudem von einem Unterprior, unterstützt. Das Ordensleben der Mönche von Grünhain folgte der Regel des Hl. Benedikt und der Charta Caritatis des Zisterzienserordens. Auch innerhalb der Gruppe der einfachen Mönche gab es eine Hierarchie. Für die niederen Arbeiten waren die grau gekleideten Laienbrüder verantwortlich, die nicht dem Klerus angehörten. Aus den Reihen der Ordensbrüder, die in weißem Gewand mit schwarzem Gürtel und mit dunklem Schulterkleid und Kapuze auftraten, bestimmte der Abt einen Kantor, einen Siechmeister für die Pflege der Kranken, einen Kellermeister, der für das leibliche Wohl der Mönche sorgte, einen Küster, der gleichzeitig Bibliotheksverwalter war, einen Pförtner, einen Novizenmeister, der für die Überwachung der Neulinge verantwortlich war, und einen Gastmeister für das Wohlbefinden der Gäste. Unter diesen fanden sich recht einflussreiche Zeitgenossen, darunter der römisch-deutsche König Adolf von Nassau, der sich 1294 im Kloster mit dem König von Böhmen, Wenzel II., traf. In die Amtszeit des Abtes Liborius fiel der Sächsische Prinzenraub, der sich im Jahre 1455 zutrug. Der Initiator der Entführung, Kunz von Kauffungen, wurde unweit des Klosters überwältigt und soll für einige Tage im Fuchsturm gefangen gehalten worden sein.
Vor allem um den Zehnt in den entfernteren Gebieten einzutreiben, richtete man Klosterhöfe ein, die eine Art Landgut mit Kapelle, Gefängnis und Hofmeister waren. Im Gebiet um das Kloster hatten die Mönche die Aufgabe, für das Seelenheil der Einwohner zu sorgen und gaben als belesene Menschen Ratschläge für Ackerbau und Viehzucht. In einigen Gemeinden, z. B. Raschau, hielten sie zudem den Gottesdienst. Unter dem positiven Einfluss des Klosters entwickelte sich Grünhain bald zu einer kleinen Stadt, die als oppidum bereits 1267 urkundliche Erwähnung findet.

### Äbte

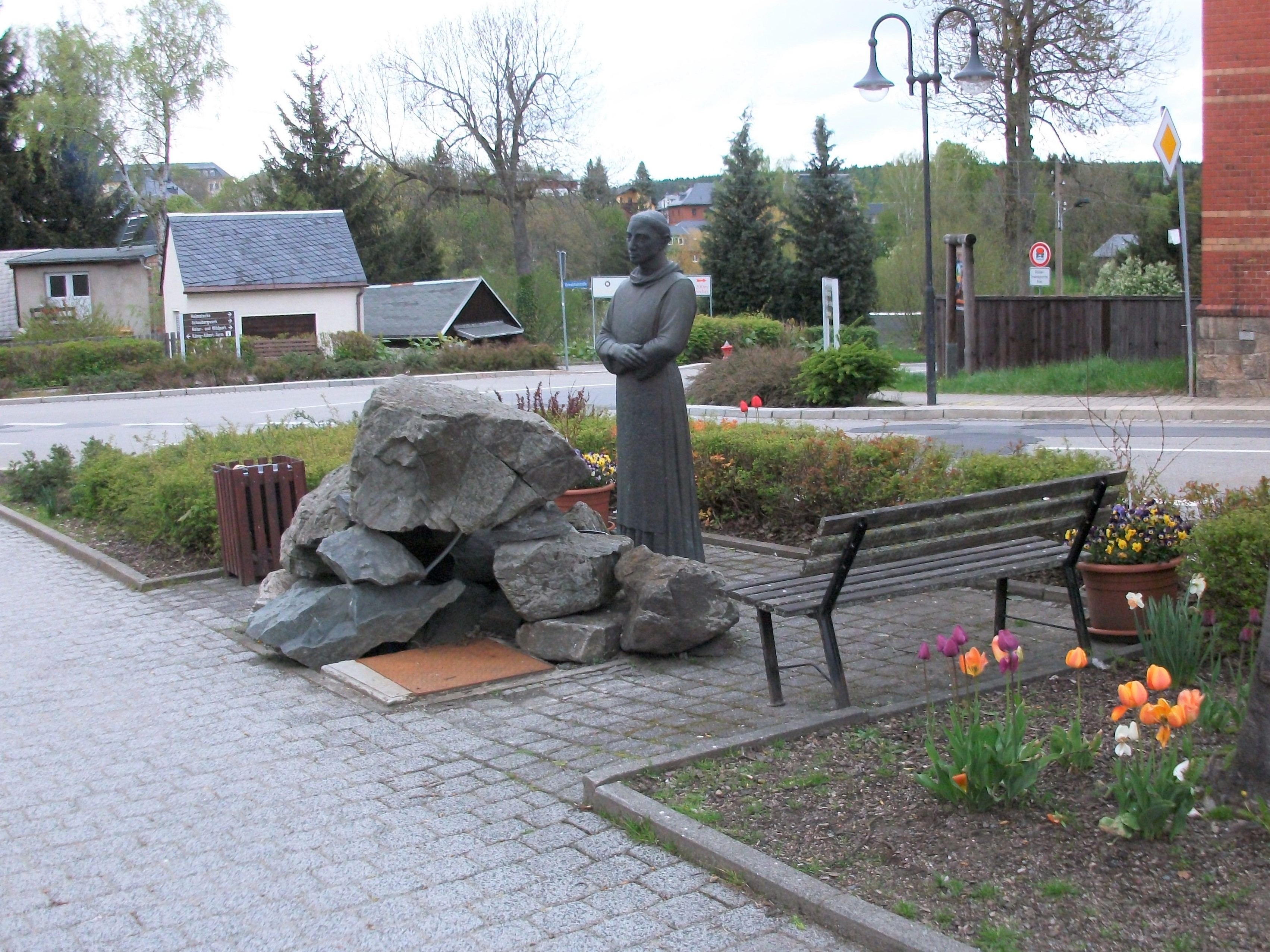
Mönchstatue Grünhain

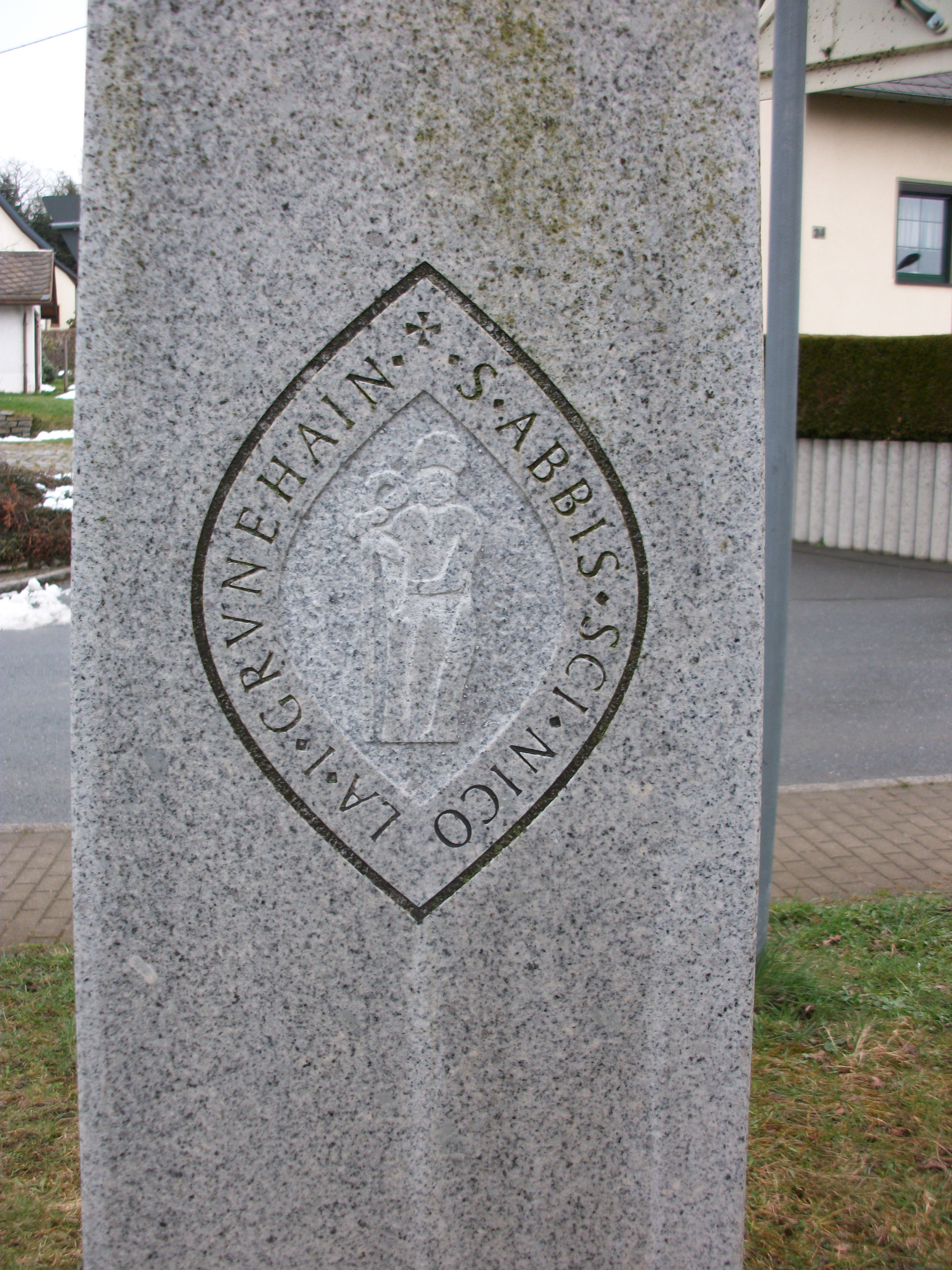
Wappenstein Lenkersdorf, Siegel des Grünhainer Abts

Die Liste der Grünhainer Äbte ist auf Grund der teilweise schlechten Quellenlage unvollständig. Die folgende Auflistung basiert auf jener von Enderlein und zusätzlichen Angaben von Richter (siehe Literaturverzeichnis).
Brüning oder Bruning (seit 1235)
Brüning war durch seine Zeit als Abt in Buch (1215 bis 1233) ein erfahrener Klostervorsteher. 1232/33 wurde er als Provisor für den Klosteraufbau in locus Gruninhain eingesetzt und erwarb schon vor 1231 für 200 Mark Silber dafür den Grundbesitz von Ritter Heidenreich von Stein. Vermutlich am 20. September 1235 zog er mit acht Mönchen in das Kloster Grünhain ein, dem er seitdem als Abt vorstand. Er stellte 1238 die Urkunde für den Kauf von Dittersdorf und 1240 über die Orte Raschau, Schwarzbach und Markersbach aus.
Luppold (bis 1243)
Vermutlich war er nur ein Interimsabt oder Verweser des Abtsamtes bis etwa zum Jahr 1243.
Brüning oder Bruning (1243–1254)
Vermutlich ist er identisch mit dem ersten Abt des Klosters. Seine Amtszeit ging vom 8. Juni 1243 bis kurz vor dem 1. Dezember 1254.
Albert (1254–1265)
Laut Enderlein war seine Amtszeit vom 1. November 1254 bis etwa zum 21. Oktober 1265. Laut Richter soll er bereits im Jahr 1252 Abt gewesen sein, weil er sich in dem Jahr in der Funktion des Abtes um das Straßenrecht mit dem Burggraf Erkenbert von Starkenberg (auf Stollberg) stritt. 1254 wurde dieser Streit beigelegt, indem der Burggraf das Dorf Crossen dem Kloster als Schadensersatz überließ. Diesem urkundlichen Zeugnis kann man entnehmen, dass im Jahre 1252 Kühnhaide und Zwönitz zum Grünhainer Kloster gehörten.
Johannes I. (1270–1273)
Er ist für die Zeit um 1270 bis kurz nach dem 3. Juli 1273 als Abt nachgewiesen.
Dietrich oder Theodericus (1273–1289)
Seine Amtszeit war vom 3. Februar 1273 bis etwa kurz vor dem 12. November 1289. Auch am 3. Dezember 1273 wurde er als Abt urkundlich erwähnt.
Burchard (1293)
Laut Richter hat er als Abt im Jahr 1293 vermutlich den Klosterhof in Zwickau gegründet. Dieser Besitz des Klosters um Zwickau wird in zwei Urkunden von 1289 und 1295 vom Landgrafen Albrecht bestätigt.
Heinrich (1289–1301)
Laut Enderlein verlief die erste Amtszeit von Abt Heinrich vom 12. November 1289 bis ins Jahr 1301. Da sich seine Amtszeit mit der Amtshandlung von Abt Burchard überschneidet, darf der Amtsbeginn im Jahr 1289 von Abt Heinrich angezweifelt werden. Abt Heinrich war als Propst des Zisterzienserinnenklosters Roda (Stadtroda) im Jahre 1301 Zeuge bei einem Kauf des Michaelisklosters in Jena.
Johannes
Er war nur ein stellvertretender Abt in den Jahren von 1301 bis 1311 und wird daher nicht zu den Äbten mit dem Namen Johannes gezählt.
Heinrich (1311–1316/19)
In die Zeit von 1311 bis etwa 20. April 1316 oder 1319 fiel die zweite Amtszeit des Abtes Heinrich.
Conrad von Stein (1319–1363)
Der Abt Conrad von Stein stammte vermutlich aus dem Zwickauer Patriziergeschlecht der Egerer von Stein. Der Beginn seiner Amtszeit ist ungewiss und fällt vermutlich ins Jahr 1319. Sie endete etwa kurz vor dem 4. März 1363.
Johannes II. (1363–1399)
Abt Johannes II. stammte aus dem Geschlecht derer von Feilitzsch (Filcz, Vicz). Er war etwa vom 4. März 1363 bis kurz vor 1400 im Amt.
Nikolaus (1400–1409)
Abt Nikolaus war der Sohn des Zwickauer Ratsherrn Petzold Beyerstorf und der Bruder des Abtes Michael aus dem Kloster Buch. Er war von 1400 bis kurz vor dem 5. Januar 1409 im Amt. Vermutlich war es Abt Nikolaus, der im Jahr 1401 aus dem Hartensteiner Besitz den Hammer von Raschau, einige Güter in Scheibe und das komplette Dorf Glasberg mit Gerichtsbarkeit für 105 Schock und 40 Freiberger Groschen, herauskaufte.
Johannes III. (1409–1429)
Abt Johannes von Luckau stammte vermutlich aus dem Geschlecht derer von Starkenberg. Er war im Zeitraum vom 5. November 1409 bis kurz vor dem Jahr 1429 Abt. 1417, am 17. Juli 1419 und am 14. August 1421 ließ sich Veit von Schönburg, der die Herrschaft Hartenstein zwischenzeitlich gekauft hatte, den Kaufvertrag mit Wiederkaufsrecht mit Abt Nikolaus beim Abt Johannes III. bestätigen.
Eberhard (1429–1439)
Er war seit dem Jahr 1429 Abt (vor dem Einfall der Hussiten) und blieb dies mindestens bis zum 10. Mai 1439.
Nikolaus II. (1443–1455)
Seine Amtszeit begann kurz vor dem 7. Oktober 1443 und endete etwa Anfang Mai 1455.
Liborius (1455–1459)
Seine Amtszeit begann kurz nach dem 5. Mai 1455 und endete kurz nach dem 25. April 1459.
Johannes IV. (1460–1475)
Laut dem Chronisten Christian Meltzer lautete sein vollständiger Name Johannes Funk. Dieser war mindestens von 1460, oder schon 1459, bis zum Jahr 1475 Abt (laut Enderlein womöglich nur bis zum 11. Februar 1473). Johannes IV. stammte aus und studierte vermutlich in Erfurt und war zuvor Mönch im Kloster Sittichenbach. Seit etwa 1460 wird er umgehend als Abt in Grünhainer Kloster genannt, obwohl er dort vorher nachweislich kein leitendes Amt ausübte. Es wird daher angenommen, dass das Kloster Sittichenbach personell aushalf, weil kein Abt aus den eigenen Reihen gefunden werden konnte, was nicht außergewöhnlich war. Er starb im Jahr 1475.
Laurentius oder Lorenz (1473/75–1485)
Der Beginn seiner Amtszeit (1473 oder 1475) ist so unsicher wie das Amtsende seines Vorgängers. Ehe Laurentius Abt wurde, war er Mönch im Kloster Sittichenbach und wurde von dort als Vorsteher des Klosterhofes in Zwickau eingesetzt. Wenig später leitete er bis zum Juni 1485 als Abt das Kloster Grünhain.
Paulus Morgenstern (1485–1507)
Er war vom 19. Juni 1485 bis zu seinem Tod am 7. Mai 1507 Abt. Er war der Sohn des Zwickauer Ratsherrn Matthes Morgenstern und soll bereits 1450 in Leipzig studiert haben. Im Sommersemester dieses Jahres immatrikulierte sich dort ein Paul Morgenstern „de Zwickavia“.
Georg Küttner oder Gregor Kottener (1507–1524)
Er studierte in Leipzig und war von 1507 bis zu seinem Tod im Jahr 1524 Abt.
Aufgrund der Reformation sollen im Jahr 1522 16 Mönche ihre Kutte abgelegt und dem Abt Gregor den Rücken gekehrt haben.
Johannes V. (1524–1536)
Johannes Göpfert war der letzte Abt im Kloster Grünhain und dankte in Torgau am 2. Juli 1536 förmlich ab.
Er lebte weiterhin verheiratet in Schlettau als Privatmann und starb am 30. April 1548.

## Niedergang und Ende
Im letzten Jahrhundert seines Bestehens sah sich die Abtei zahlreichen Angriffen ausgesetzt. Zunächst stürmten 1429 Hussiten in Stadt und Kloster, raubten und legten alles in Brand. Abt Eberhard, der sich mit einigen Mönchen nach Zwickau retten konnte, musste infolge der Zerstörungen seine Schlettauer Besitztümer verpfänden. Bereits 1460 hatte sich das Kloster erholt und konnte den Pfand wieder einlösen. Da man sich auch weiterhin einer ständigen Bedrohung durch die Hussiten ausgesetzt sah, versuchte man, sich auf gütlichem Wege mit ihnen zu einigen, sodass ein reger Verkehr und Austausch mit den böhmischen Besitzungen zu verzeichnen war. Da diese Zusammenarbeit vom Kirchenstaat als Ketzerei eingeschätzt wurde, belegte Papst Paul II. das Kloster und seine Besitzungen mit dem Bann, exkommunizierte die Mönche und setzte den Abt ab. Erst 1469 wurde der Bann durch die Vermittlung Rudolfs, des Bischofs von Breslau, im Hinblick auf die wirtschaftlichen Interessen des Klosters aufgehoben. Die Mönche leisteten einen neuerlichen Treueeid und der Verkehr mit den Hussiten wurde erlaubt.
1525 kamen die Angreifer aus den eigenen Besitztümern. Schönburger und Grünhainer Bauern hatten sich zusammengetan und plünderten das Kloster und die Dörfer in der Umgebung. Dazu ist folgendes bekannt: Während Ernst II. von Schönburg (1484–1534) als Oberkommandierender der Truppen Herzog Georgs von Sachsen im Kampf gegen die Bauernheere zur Schlacht bei Frankenhausen unterwegs war, kam es im Schönburgischen zu Bauernaufständen. Zwischen Zwickau und Stollberg lagerten am 6. Mai 1525 ca. 3000 Bauern. Am 7. Mai brachen sie in Richtung des Klosters Grünhain auf. Dabei schlossen sich weitere Bauern an, so auch aus den Orten Tilgen, Wildbach, Langenbach und Beutha. Die beiden Klöster Grünhain und das kleinere „Cella in der Aue“ wurden gestürmt. Auch diesem Angriff konnten sich der Abt und seine Mönche in Grünhain entziehen, indem sie – nach einem Hinweis – dieses Mal nach Annaberg flüchteten.
Der größte Widersacher des Klosters war die Reformation, die in den 1520er Jahren auch in Grünhain Einzug hielt. Bereits 1522 sollen 16 Mönche ihre Kutte abgelegt und dem Abt Gregor den Rücken gekehrt haben. 1533 beantragte eine kurfürstliche Kommission die Auflösung des Klosters. Drei Jahre später gingen die Besitzungen an den sächsischen Kurfürsten und wurden um einige Dörfer und Städte reduziert in das kurfürstliche Amt Grünhain umgewandelt. Der letzte Abt, Johannes Göpfert, erhielt ein Haus in Schlettau, in dem er seinen Lebensabend verbringen sollte, und wurde jährlich mit 200 Goldgulden sowie Nahrungsmitteln, Getreide und Brennholz ausgestattet. Göpfert konvertierte in hohem Alter zum Protestantismus und heiratete seine Köchin. Die wenigen verbliebenen Mönche, die ihrem Orden treu blieben, verließen Grünhain in Richtung Böhmen. 1535 wurde die kleine Glocke des Klosters, die dort zu den Betstunden und den Essenszeiten geläutet wurde, vom sächsischen Kurfürsten nebst Messgewand und Kelch der neugegründeten Bergstadt Platten geschenkt.
Heute soll im Ort das an der Schwarzenberger Straße stehende Denkmal Mönchsbrunnen an das ehemalige Kloster Grünhain erinnern.

## Überlieferungen des „Grünhainer Mönchs“ Conrad Feiner
Vom sogenannten „Grünhainer Mönch“ namens Conrad Feiner ist in der Sächsischen Landesbibliothek Dresden eine handschriftliche Chronik überliefert (Handschrift „a36“, Band 7, Abt. G-Grünhain, Foliante 181b bis 185b) für die Jahre 1300 bis 1327. Demzufolge unterhielt das Kloster Grünhain in Schlettau einen Klosterhof, der aus einem bis 1327 bestehenden (ehemals unabhängigen) Klösterlein hervorgegangen war. 1304 starb demnach der Propst Jacobus zu „Schletta“, und der Abt Burchard (in Grünhain) bestimmte einen Hermannum Misnensem zu dessen Nachfolger im Klösterlein Schlettau. Eine andere Quelle sagt aus, dass 1335 der Papst dem Abt Conrado (aus Grünhain) erlaubt haben soll, in Schlettau einen Klosterhof einzurichten, da das dortige Sankt Pe(t)ers-Kloster unbesetzt war.
Für 1327 ist ein mittelalterlicher Rechtsfall durch Conrad Feiner überliefert: Ein Otto von Bosckowicz (Sohn des Niclaus von Bosckowics auf Schwarzenberg) vertreibt die Mönche aus dem Schlettauer St. Peters Kloster und erschlägt den hiesigen Propst Hermann. Der Propst soll sich an dessen Schwester Margarethen vergangen haben.
Es wird davon ausgegangen, dass diese Überlieferungen Tatsachen sind, denn für das ehemalige Nonnenkloster Weida im Osterland belegen Urkunden für 1349 die Existenz einer Elizabeth dicta de Svarcenbergk, die dort mit zwei Nichten lebte. Als eine davon ist Margaretha belegt. Man nimmt an, dass es sich um die Adelsfamilie von Bockwitz handelte, welche offenbar Dienstmannen der Vögte von Weida und Plauen auf Schwarzenberg waren.
Feiner erwähnte auch Nikolaus und Otto, die in der Familie von Bockwitz urkundlich belegt sind.